# Wiszniewice (gmina)
Wiszniewice (lub Wiszniowice, do 1930 i od 1973 Cyców) – dawna gmina wiejska istniejąca pod tą nazwą w latach 1930–1954 na Lubelszczyźnie. Siedzibą gminy był Cyców (przejściowo pod nazwą Wiszniewice).
Jednostka terytorialna powstała w 1867 roku pod nazwą gmina Cyców w Królestwie Kongresowym a po jego podziale na powiaty i gminy z początkiem 1867 roku weszła w skład w powiatu chełmskiego w guberni lubelskiej (w latach 1912–1915 jako część guberni chełmskiej).
16 października 1930 roku gmina Cyców i jej siedziba zmieniły nazwę na Wiszniewice, później (po 1933) przywrócono pierwotną nazwę Cycowowi, natomiast gmina zachowała nazwę Wiszniewice.
W 1919 roku gmina weszła w skład woj. lubelskiego. W 1924 roku w skład gminy wchodziły: Abramówka kol.; Adamów kol.; Barki kol.; Bieleckie kol.; Biesiadki kol.; Bogdanka kol.; Borysik wieś; Cyców wieś, kol.; Cyców Pogłębokie kol.; Garbatówka wieś, kol., folwark; Gliny kol.; Głębokie wieś; Gołybór kol.; Grabniak kol.; Janowica kol., folwark; Józefin kol.; Kopina wieś; Kulik wieś, folwark; Ludwinów kol.; Małków wieś, kol.; Marynka kol.; Nadrybie wieś, Nadrybie Dwór kol.; Nadrybie Nowe kol.; Ostrów kol.; Ostrów Nadrybski wieś; Ostrówek kol.; Podbagonie kol.; Podgłębokie kol.; Podkopina kol.; Podyski kol.; Przymiarki wieś; Ruski Kąt kol.; Sewerynów wieś; Stawek wieś, kol.; Stefanów kol.; Stręczyn wieś; Stręczyn Nowy kol.; Sumin wieś; Sumińskie kol.; Szczupak kol.; Świerszczów wieś, kol., folwark; Wólka Cycowska wieś; Wólka Nadrybska kol.; Zagórze kol.; Zalisocze kol.; Zarubka kol.; Zosin kol. Do 1933 roku ustrój gminy Wiszniewice kształtowało zmodyfikowane prawo zaborcze. Podczas okupacji gmina należała do dystryktu lubelskiego (w Generalnym Gubernatorstwie).
Według stanu z dnia 1 lipca 1952 roku gmina Wiszniewice składała się z 36 gromad. Jednostka została zniesiona 29 września 1954 roku wraz z reformą wprowadzającą gromady w miejsce gmin. Po reaktywowaniu gmin z dniem 1 stycznia 1973 roku gminę Wiszniewice przywrócono pod pierwotną nazwą gmina Cyców.